# Eyjólfsfjall
Eyjólfsfjall är ett berg i republiken Island. Det ligger i regionen Austurland, 270 km öster om huvudstaden Reykjavík. Toppen på Eyjólfsfjall är 926 meter över havet.
Trakten runt Eyjólfsfjall är nära nog obefolkad, med mindre än två invånare per kvadratkilometer. Det finns inga samhällen i närheten. Trakten runt Eyjólfsfjall är permanent täckt av is och snö.